# ドリームチーム列伝
『ドリームチーム列伝』（-れつでん）は、1995年と1996年に「週刊少年ジャンプ」（集英社）にて短期連載された北米プロバスケットボールリーグNBAを題材にした漫画作品。
原案：西尾昭彦、漫画：光吉賢司。バスケットボール漫画であり、実在する人物、実際にあったエピソードを基にした実録漫画でもある。

## 作品リスト
第1弾・シャキール・オニール物語
- 1995年26号 - 27号掲載。オーランド・マジックに所属しNBAファイナルに進出するまでの半生が描かれた。

第2弾・レジー・ミラー物語
- 1996年9号 - 10号掲載。生い立ちからプレイオフでニューヨーク・ニックスに勝利した話など半生が描かれた。